# Cibolacris samalayucae
Cibolacris samalayucae är en insektsart som beskrevs av Tinkham 1961. Cibolacris samalayucae ingår i släktet Cibolacris och familjen gräshoppor. Inga underarter finns listade i Catalogue of Life.